# 8413-as mellékút (Magyarország)
A 8413-es számú mellékút egy majdnem pontosan 16 kilométer hosszú, négy számjegyű mellékút, Veszprém vármegye északnyugati peremvidékén köt össze néhány települést egymással és a térséget kelet-nyugati irányban átszelő 834-es főúttal. Végponti végén nem csatlakozik közúthoz, hanem önkormányzati úttá válik.

## Nyomvonala
Iszkáz központjában ágazik ki a 8403-as útból, annak 11+100-as kilométerszelvénye táján, nyugat felé, Ady Endre utca néven. Alig pár lépés után északnyugati irányba fordul, és nagyjából fél kilométer megtételét követően ki is lép a községből. Az első kilométere után Kiscsősz területén folytatódik, a községen nagyjából a 2. és 3. kilométerei között húzódik végig, Kossuth Lajos utca néven.
4,1 kilométer után Csögle területére lép, melynek első házait 4,8 kilométer után éri el, ugyanott egy elágazása is van: ott indul ki belőle nyugati irányban a 8415-ös út Boba-Borgáta felé. A községben végig a Rákóczi utca nevet viseli, úgy hagyja el a legészakibb csöglei házakat is, a 7. kilométere táján. 7,2 kilométer után Egeralja területén folytatódik, ahol a 8. kilométere közelében éri el a belterület déli szélét, s ott a Fő utca nevet veszi fel. 8,7 kilométer után szinte észrevétlenül lép át Adorjánháza területére, a két falu ugyanis mára szinte teljesen összenőtt. Ott szintén Fő utca néven húzódik, amíg – nagyjából 9,3 kilométer után – el nem éri a település északi szélét.
11,6 kilométer után éri el az útjába eső utolsó település, Külsővat déli határszélét, majd a 12. kilométere után elhalad Bánhalmapuszta településrész lakóházai és az egykori Schmidt-kastély épületegyüttese mellett. 13,5 kilométer után keresztezi a Győr–Celldömölk-vasútvonal vágányait, Külsővat vasútállomás keleti szélénél, 14,6 kilométer után pedig a 834-es főutat is, amely itt kevéssel a 19. kilométere után jár. Az útkereszteződést elhagyva pár lépés után eléri a település lakott területét, ahol a Petőfi Sándor utca nevet veszi fel. Utolsó szakaszán keletnek fordul, itt Raffel Mihály egykori helyi földbirtokos nevét viseli, és így is ér véget, a falu északkeleti részén. Folytatása szilárd burkolat nélküli, alsóbbrendű önkormányzati útként húzódik tovább Marcalgergelyi felé.
Teljes hossza, az országos közutak térképes nyilvántartását szolgáló kira.gov.hu adatbázisa szerint 15,965 kilométer.

## Települések az út mentén
- Iszkáz
- Kiscsősz
- Csögle
- Egeralja
- Adorjánháza
- Külsővat-Bánhalmapuszta
- Külsővat